# Giuseppe Cossiga
Giuseppe Cossiga (Sassari, 30 ottobre 1963) è un ex politico italiano.

## Biografia
Figlio del politico Francesco Cossiga e della farmacista Giuseppa Sigurani, è separato e ha un figlio. Dopo essersi laureato in ingegneria aeronautica, ha lavorato a Tolosa, in Francia, per il consorzio ATR (Alenia e Aérospatiale), che costruisce i velivoli da trasporto regionale ATR 42 e ATR 72; rientrato in Italia, è stato dirigente di Autostrade International e Autostrade Telecomunicazioni, del gruppo Autostrade per l'Italia, poi amministratore delegato della MAK - Multimedia AdnKronos. 
Dopo aver lasciato l'attività politica nel 2016; nel 2017 diventa direttore delle relazioni istituzionali di MBDA Italia, azienda partecipata al 25% da Leonardo che produce missili.
Nel novembre del 2022 viene eletto presidente dell'AIAD, la federazione delle aziende italiane per l'aerospazio, la difesa e la sicurezza, al posto di Guido Crosetto.

### Deputato della Repubblica (2001-2013)
Deputato di Forza Italia, nella XIV legislatura (2001-2006) fu eletto nel collegio uninominale di Luino (VA).
Riconfermato nella XV legislatura (2006-2008, circoscrizione Sardegna), nella quale è stato responsabile della difesa del partito Forza Italia e portavoce in Commissione Difesa della Camera dei deputati per il gruppo di Forza Italia. Rieletto nella XVI legislatura (2008, sempre nella circoscrizione Sardegna) riveste la carica di sottosegretario alla difesa nel governo Berlusconi IV dal 2008. Appassionato di storia e storia militare, è stato presidente dell'ISTRID (Istituto Studi e Ricerche per la Difesa).

### Abbandono del PdL e l'adesione a Fratelli d'Italia
Nel dicembre 2012, assieme ad altri diciannove deputati e dieci senatori, abbandona il Popolo della Libertà per aderire al nuovo partito politico di Ignazio La Russa e Giorgia Meloni Fratelli d'Italia - Alleanza Nazionale.
Alle elezioni politiche del 2013 è quindi candidato al Senato della Repubblica nelle liste di Fratelli d'Italia-AN, come capolista in Campania e Sardegna, tuttavia non viene eletto in quanto il partito non supera la soglia di sbarramento regionale del 3%.
Il 4 novembre 2015 partecipa alla nascita del comitato Terra nostra- Italiani con Giorgia Meloni, percorso parallelo a Fratelli d'Italia-AN come aggregazione di elementi del centro-destra in vista di future elezioni.

### Candidatura a consigliere comunale di Roma
In occasione delle elezioni amministrative del 2016 a Roma, si candida per la carica di consigliere comunale in Campidoglio, come capolista di Federazione Popolare per la Libertà, lista civica a sostegno della candidata sindaco Giorgia Meloni, senza però venire eletto.